# UTC+05:30

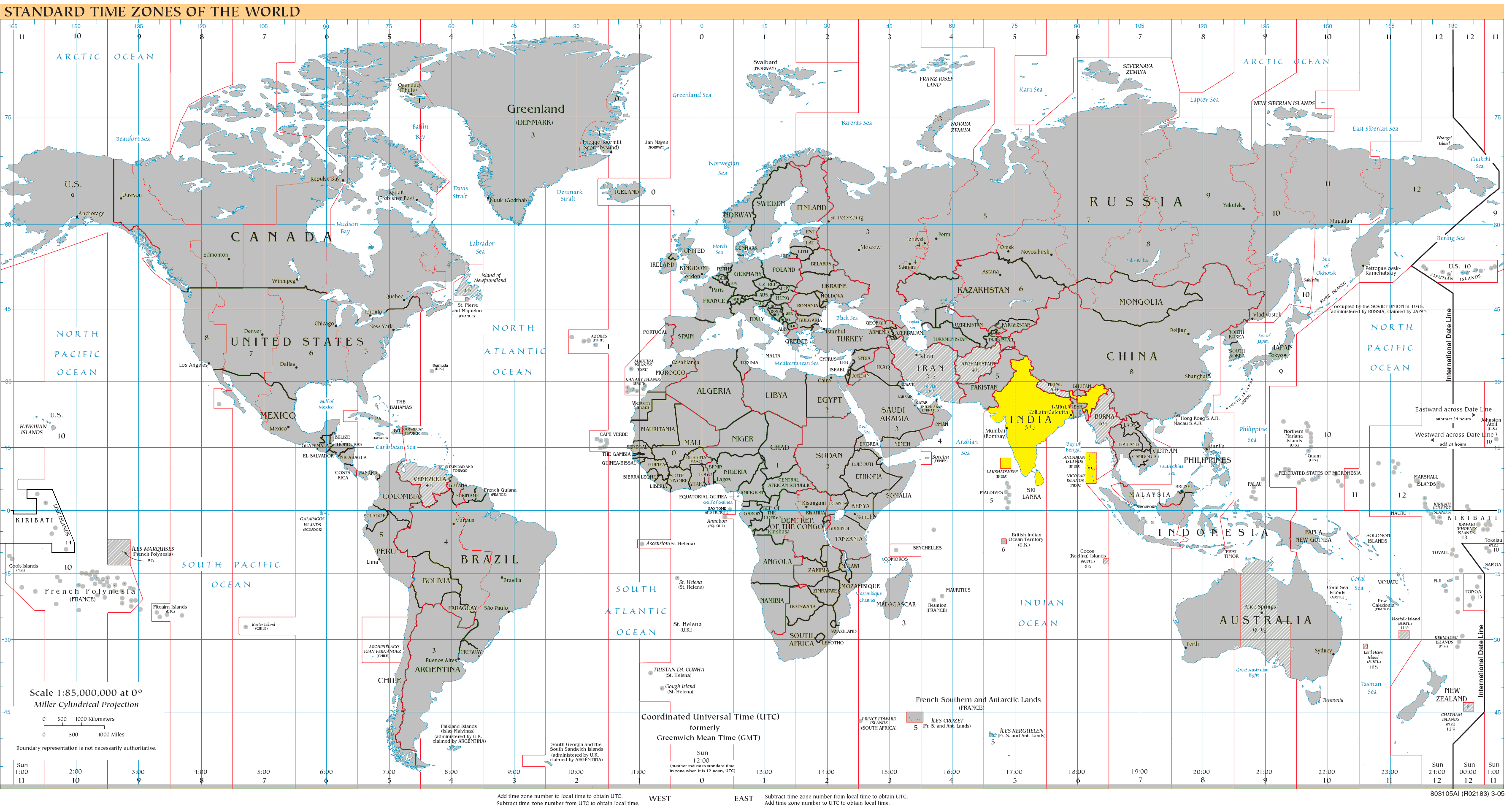
území, kde čas UTC+5½ platí celoročně
území, kde čas UTC+5½ platí sezónně v zimním období
území, kde čas UTC+5½ platí sezónně v letním období
území, kde čas UTC+5½ neplatí
mořské plochy spadající do pásma UTC+5½
mořské plochy nespadající do pásma UTC+5½
Poznámka: Stav k roku 2008

UTC+05:30 je zkratka a identifikátor časového posunu o +5½ hodiny oproti koordinovanému světovému času. Tato zkratka je všeobecně užívána.
Výjimečně lze nalézt zkratku E* nebo E'.
Zkratka se často chápe ve významu časového pásma s tímto časovým posunem. Tento čas je neobvyklý a jeho řídícím poledníkem je 82°30′ východní délky; pásmo by teoreticky mělo rozsah mezi 75° a 90° východní délky.

## Jiná pojmenování
| zkratka | česky | anglicky            | poznámka | odkaz |
| IST     | -     | India Standard Time |          | [ 4 ] |

## Úředně stanovený čas
Čas UTC+05:30 je používán na následujících územích:

### Celoročně platný čas
- Indie — standardní čas[p 7] platný v tomto státě
- Srí Lanka — standardní čas[p 7] platný v tomto státě

## Historie
Čas GMT+05:30 byl poprvé zaveden v roce 1880 na Cejlonu a v Indii až v roce 1905. V obou zemích neplatil během druhé světové války v letech 1942–45, ale po jejím ukončení se k tomuto času navrátily. Od té doby platí v Indii nepřetržitě, kdežto na Srí Lance v období 1996 až 2006 platil čas UTC+06:00. Proti návratu k historickému času protestovaly mnohé osobnosti, mezi nimi i Arthur Clarke.